# Тральщики проєкту 266-М
Тральщики проєкту 266М «Аквамарин-М», за класифікацією НАТО — Natya class minesweeper — серія радянських тральщиків, що перебували на озброєнні ВМС кількох країн. Модифікація тральщиків проєкту 266 розроблена через два роки після створення попередників. Від попередників тральщики відрізняються більш досконалим обладнанням для пошуку та знищення мін, а також зниженим акустичним полем.

## Основні бойові якості

### Захист
Корпус виготовлений із маломагнітної сталі та легких сплавів, а його деталі захищені спеціальним діелектричним покриттям. Також встановлені на спеціальних амортизаторах звуковипромінюючі механізми, фундаменти обклеєні гумовим покриттям, що демпфує, а трубопроводи мають гнучкі вставки. Саме судно також оснащене протиатомним та протихімічним захистом, а на ньому присутня система кондиціювання житлових приміщень.

### Двигуни
Енергоустановка має ешелонну побудову. До складу енергоустановки входять два легкі швидкохідні дизелі М503Б-3 виробництва ПАТ «Зірка», оснащені пневматичною дистанційною системою управління «Дельфін», двома дизель-генераторами ДГРА-200/1500 по 200 кВт та одним дизель-генератором ДГРА-10. На всіх двигунах корабля знаходяться обмотки пристрою, що розмагнічує, для зменшення магнітних девіацій корабля. Палубні механізми оснащені гідроприводами. Мореплавність корабля не обмежена, застосування зброї можливе за хвилювання до 4 балів. Пристрій сліпу в кормовій частині механізувало постановку і вибірку тралів, і з метою зниження акустичного поля корабля його головні двигуни були встановлені на вібродемпфуючих поздовжніх балках, а гребні гвинти великого діаметра з малошумними лопатями розміщені в шумопонижуючих насадках.

### Озброєння
Робота основних систем та більшості технічних засобів автоматизована. Тральщики оснащені глибоководним тралом з новою апаратурою управління, тралом для знищення активних мін, триканальним широкосмуговим телевізійним і комплексним шукачами-знищувачами мін, а також більш досконалою гідроакустичною системою «Мезень», що забезпечує виявлення донних мін. В обладнання також входить пристрій, що розмагнічує, із загальнокорабельними та місцевими обмотками та автоматичним керуванням, яке компенсує поля корабля, великих механізмів і вихрових струмів у корпусі при качці.
Для захисту від кораблів противника на тральщики ставилися автоматичні гармати АК-230М та 2М-3М, а також кулемети ДШК. Для протиповітряної оборони поставлялися ПЗРК типу «Стріла-3» та «Ігла» з відповідними ракетами, що призвело до збільшення довжини та повної водотоннажності модернізованого корабля. Для виявлення плаваючих мін у денний та нічний час є спеціальна електронно-оптична апаратура.

## Будівництво
Головний корабель «Семен Рошаль» надійшов на озброєння ВМФ у 1970 році, а лише до 1978 року за цим проєктом було збудовано 31 корабель. Згодом була розроблена спеціальна модифікація під кодовим номером 266МЕ (http://www.almaz-kb.ru ). Хороші показники модернізованих морських тральщиків привернули до себе увагу низки зарубіжних замовників, які ухвалили рішення про їх придбання за умови врахування деяких національних особливостей їхнього використання. Тральщики перебували у складах ВМС Сирії, Ємену, Лівії та Індії.

## Бойове застосування

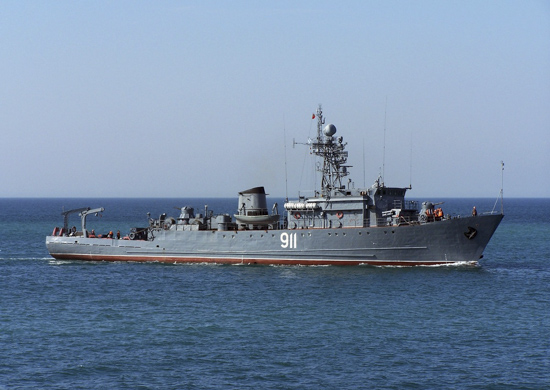
Тральщик «Іван Голубець»

- Тральщик «Іван Голубець»У період до 1990 р. тральщики Північного, Балтійського та Чорноморського флотів здійснювали охорону радянських рибальських суден у районі рибного промислу Західна Сахара від нападів катерів ВМФ Марокко.
- Тральщик «Ковровець» з 13 лютого 2016 року брав участь у військовій операції Росії в Сирії, де здійснював тралення акваторії Сирії[1][2]

## Втрати під час вторгнення в Україну
| №               | Дата                | Місце                | Коментар |
| --------------- | ------------------- | -------------------- | --- |
| 1 (пошкоджений) | 29 жовтня 2022 року | Севастополь, Україна | Під час російсько-української війни, в результаті атаки надводних морських дронів був пошкоджений російський тральщик «Іван Голубець». |